# Rácz László (producer)

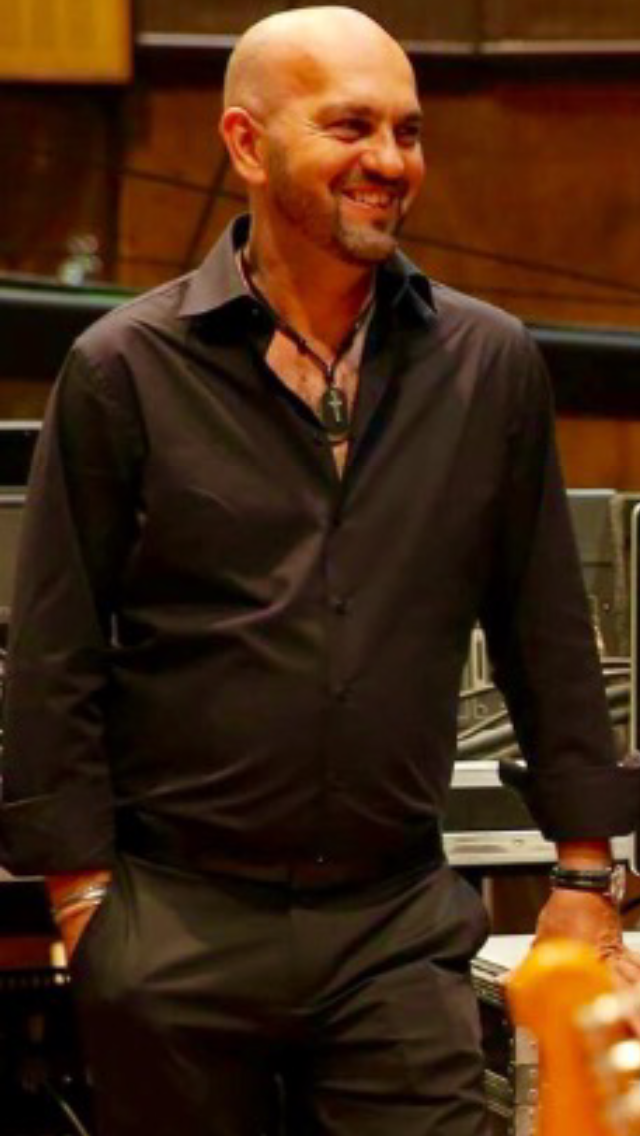
Rácz László, 2016. szeptember 1.

Rácz László, teljes nevén Rácz László Lajos (Budapest, 1970. szeptember 17. –) magyar producer, kreatív szakember.

## Díjai, elismerései
- Arany Zsiráf Díj (2002, Füstifecskék)
- Kamera Hungaria Díj (2003, Dalnokok Ligája, Legjobb televíziós újítás)
- VOLTFOLIO (2003, Kulturális média díj)
- 44th Rose D’Or nominálás (2004, Dalnokok Ligája)
- Viva Comet (2005, NOX)
- Bravo Otto Díj (2005, NOX)
- Fonogram Díj (2006, NOX)
- Perzsa Arany Oroszlán(2006, NOX)
- A Magyar Kultúra Díja (2007)

## Főbb projektjei

### NOX (2000-2010)
Egy teljesen egyedi, saját ötlet alapján létrejött projekt, melynek kezdetektől fogva kreatív vezetője és producere volt. 10 év, 10 nagylemez. Több, mint 150.000 eladott példány, 9 arany és 9 platina, ebből 3 dupla platina. Több, mint 100 grandiózus koncert ,táncosokkal, díszlettel és pazar fénytechnikával. A zenekar Magyarország összes létező díját elnyerte, és 12. helyezést ért el az Eurovíziós Dalfesztivál döntőjén Kijevben. https://www.youtube.com/watch?v=qkijlDlu6Xo

### Füstifecskék (1998-2005)
Saját ötlet alapján létrehozott cigány paródiazenekar, ahol a tagok teljes inkognitóban voltak roma báboknak öltözve. A formáció hatalmas sikert hozott. Több platina és dupla platina lemezzel az év legjobb szórakoztató zenei albuma címmel és teltházas kisstadion-koncerttel jutalmazta a közönség.

### Dalnokok Ligája – a hangadók rangadója (2002-2003)
Elismert magyar zenekarok saját stílusukkal szemben álló műfajokban léptek fel. Például rockbandák adtak elő népdalokat, és operaénekesek rapeltek. A show a TV2 csatornán futott szombat esténként főműsoridőben 90 percben, és 2 évig volt a nézők kedvence. A Dalnokok Ligája Camera Hungaria díjat nyert az év legjobb tévéműsoraként a VOLT-FOLIO zsűrizése alapján, és a Montreux Rose D’Or-on az év 5 legjobb műsorába válogatták be. https://www.youtube.com/watch?v=vGf4RHaG1q4

### Váradi Roma Café
A zenekar világzene kategóriában igazi áttörést ért el Rácz László menedzsmentje alatt 2 arany és 2 platinalemezzel. A klubzenekartól nagyszabású MÜPA és teltházas Budapest Sport Aréna koncertekig vezetett az út. A legnépszerűbb cigányzenét játszó zenekar vált belőlük Magyarországon.https://www.youtube.com/watch?v=auNnbCiIF_Y

### Angyalok erdeje (2010)
A köztársasági elnök asszony és a Kulturális Minisztérium Államtitkárságának fővédnöksége alatt, Placido Domingo közreműködésével az ország egyik legnagyobb szabású jótékonysági akcióját szervezte Angyalok erdeje néven. Budapest legfrekventáltabb helyeinek egyikén, a felvonulási téren, 10 000 négyzetméteren, 500 cég 500 karácsonyfát állított fel. Az esemény időtartama alatt színvonalas magyar művészek előadásai voltak ingyenesen látogathatóak.https://www.youtube.com/watch?v=lS9uJCv8ZWI

### Minicity (2011-)
Egy olyan, Európában egyedülálló interaktív kiállítás gyermekek számára, ahol a kicsik egy teljes mértékben az ő méreteiknek megfelelően felépített városban egy időre belehelyezkedhetnek a felnőttek szerepébe. Kipróbálhatják magukat a nagyok áhított világában, így olyan tevékenységekben is részt vehetnek, amelyektől többnyire tiltva vannak. A feje tetejére állítjuk a számukra megszokott világot, így lehet belőlük árus, pénztáros, orvos, autószerelő vagy hírmondó néhány órára, illetve akár szobafestőként vagy világsztárként is bizonyíthatják kreativitásukat. https://www.youtube.com/watch?v=Z_fjoOFUWQA

### Murder – a gyilkos tárlat (2012-)
Több, mint 1000 négyzetméteres kiállítótéren, 21 szobán keresztül mutatja be az elmúlt évszázadok leghíresebb gyilkosságait. Minden érzékre ható speciális effektekkel és a legmodernebb technológiákkal valóban megeleveníti a gyilkosokat és a történeteiket, így például a szüzek vérében fürdő Báthory Erzsébetet, Vlad Tepest, a Ku Klux Klán vérengzését, Hasfelmetsző Jacket vagy éppen Al Caponét. Az interaktiv tárlatvezetés olyan hatást képes nyújtani, amilyen sosem volt még Magyarországon. A Murder – A Gyilkos Tárlat Magyarországon még nem látott technológiai megoldásokat és magas szintű művészeti alkotásokat ötvözve válik az érzékeinket és az értelmünket együttesen magával ragadó interaktív élménnyé. https://www.youtube.com/watch?v=ZWQgCQk_esQ

### Palladio Orchestra/100 gitár egy színpadon
A Palladio Orchestra számos nemzetközi klasszikus és kortárs zene remekműveit szólaltatja meg egyszerre 100 gitárral a színpadon, akárcsak egy szimfonikus zenekar. A dinamikus és erőteljes zenei repertoár mellé lehengerlő látvány társul. 2016 decemberében 100 gitár lépett fel egy színpadon a Budapest Arénában 11.000 néző előtt. https://www.youtube.com/watch?v=rrwdzRqYP0Y
https://www.youtube.com/watch?v=R7-N8SaxboA

## Egyéb projektjei
- Hooligans zenekar – turnék szervezése
- TNT zenekar – turnék szervezése
- Marót Viki and the Nova Kultúr Band – menedzsment
- Megasztár 3 – turnészervezés
- Banánhéj, avagy túlélni Bagi-Nacsát – koproducer

## Családja
A híres Rácz dinasztia egyenes ági leszármazottja. Dédnagyapja Rácz Pali, a híres cigányprímás volt.